# Hazenkamp (Nijmegen)
Hazenkamp is een wijk in Nijmegen, in het stadsdeel Nijmegen-Midden op ongeveer 2,5 kilometer van het stadscentrum. De wijk ligt ingeklemd tussen de straten Groenestraat, Vossenlaan en Wezenlaan. 
Op 1 januari 2023 telde de wijk 5.190 inwoners, verdeeld over 2.257 woningen, met een gemiddelde WOZ-waarde van € 475.000, op een oppervlakte van 0,89 km².
De meeste straatnamen in de wijk zijn naar dieren vernoemd. In 1960 zijn enkele delen van de wijk bij andere buurten gevoegd. De Muntenbuurt werd onderdeel van de wijk Nije Veld. Het zuidoostelijke deel van de Dierenbuurt tussen Vossenlaan en Hatertseweg werd bij St. Anna gevoegd.

## Bebouwing
De bebouwing in het oostelijk gedeelte bestaat uit ruime jaren-30-woningen, het westelijke deel omvat vooral naoorlogse huizen en lage flats. In de uiterste noordwesthoek van de wijk ligt het voormalige Smitterrein, een 7 hectare groot (deels vervuild) stuk grond met daarop fabriekspanden, waar in de toekomst waarschijnlijk woningbouw zal verrijzen.

## Belangrijkste straten
De belangrijkste doorgaande wegen in de wijk zijn de Wezenlaan, Dobbelmannweg, Hazenkampseweg en Steenbokstraat. Aan laatstgenoemde en de Groenestraat liggen twee bescheiden winkelclusters met o.a. 3 supermarkten en andere detailhandelzaken.

## Herkenningspunten

### St. Annamolen
Een markant punt in de wijk is de – oorspronkelijk uit 1794 daterende en in 1849 op huidige plek herbouwde – Sint Annamolen op de hoek van de St. Annastraat en de Hatertseweg. Sinds de restauratie in 1978 maalt deze molen meel voor de winkel eronder.

### H. Antonius van Padua-Sint Annakerk
Een ander herkenningspunt is de Heilige Antonius van Padua-Sint Annakerk, beter bekend als de Groenestraatkerk. Deze neogotische kerk, ontworpen door de architect Albert Margry, staat op de hoek van de Groenestraat en Dobbelmannweg.

## Sport
De Hazenkamp is naamgever van diverse sportclubs. De landelijk toonaangevende turnvereniging GTV De Hazenkamp (met Suzanne Harmes en Verona van de Leur), honk- en softbalclub HSV De Hazenkamp en korfbalvereniging KV De Hazenkamp hebben hun naam aan de wijk ontleend. De harde kern van voetbalclub N.E.C. noemt zich bovendien HazenKamp Nijmegen.
Aan de Hazenkampseweg lagen vanaf 1923 ook de speelvelden van de Nijmeegse voetbalclub N.E.C., totdat deze club in 1945 definitief verhuisde naar het huidige Goffertstadion, gelegen in het Goffertpark.

## Fotogalerij

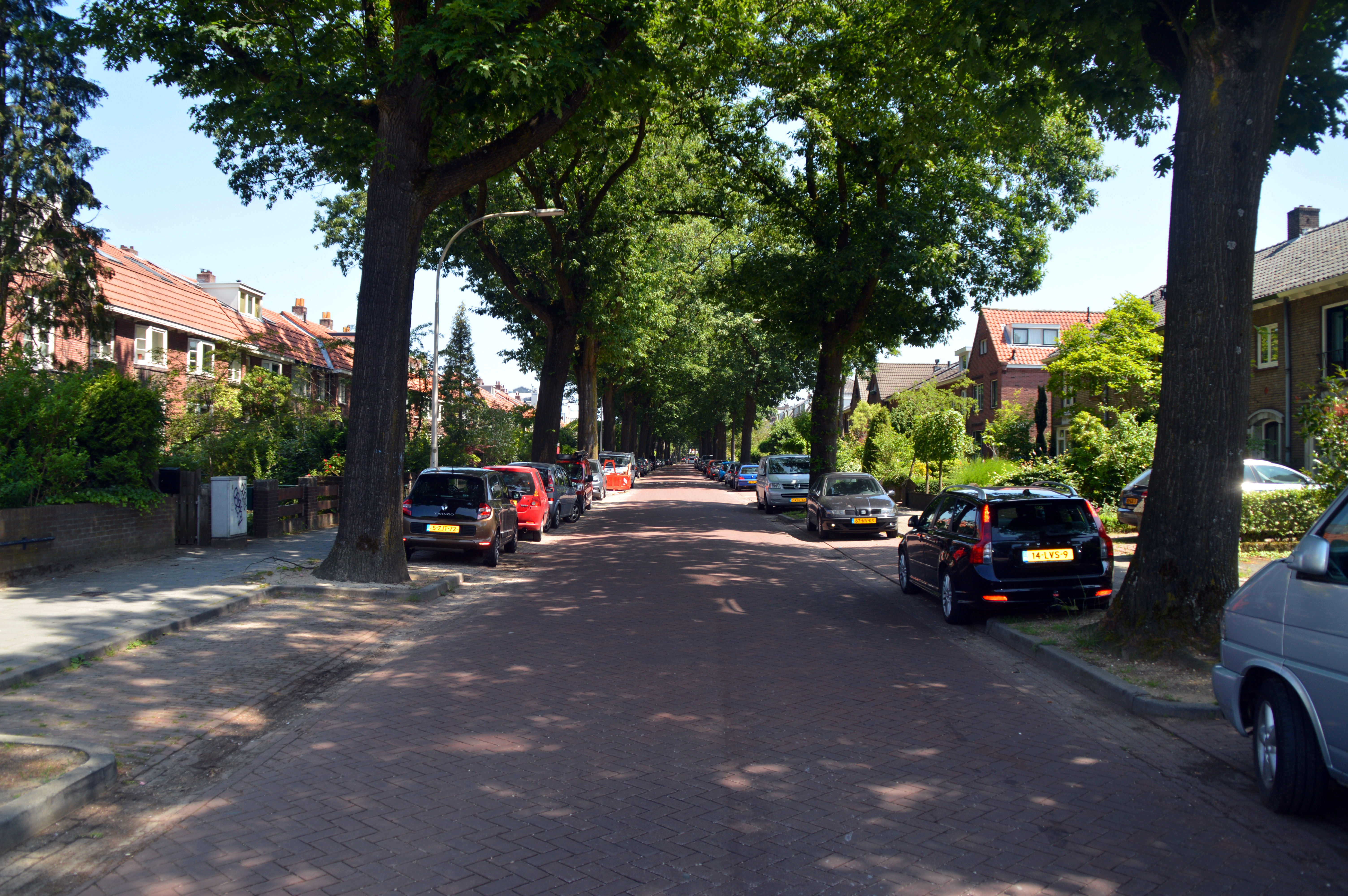
Hazenkampseweg
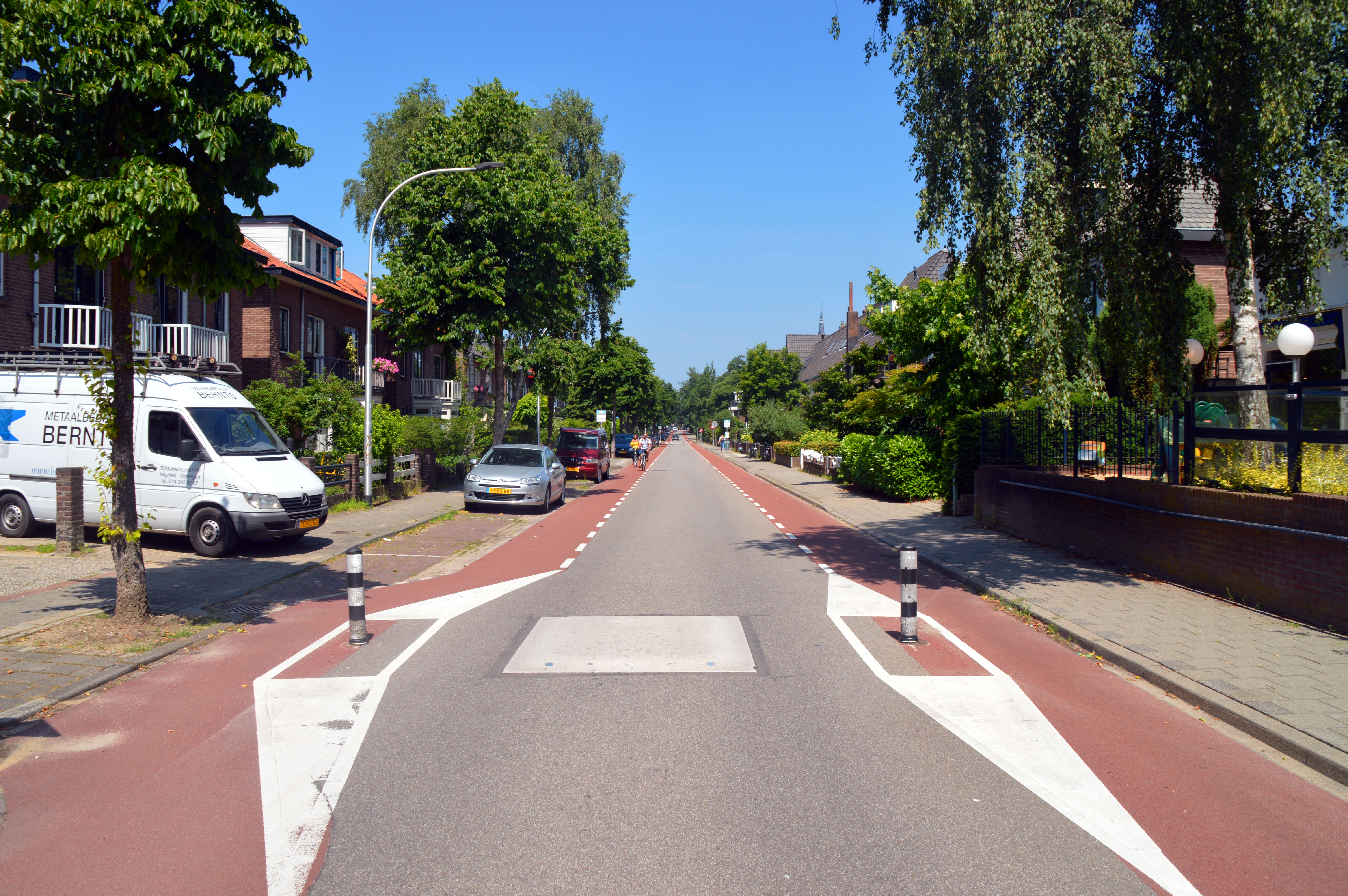
Dobbelmannweg
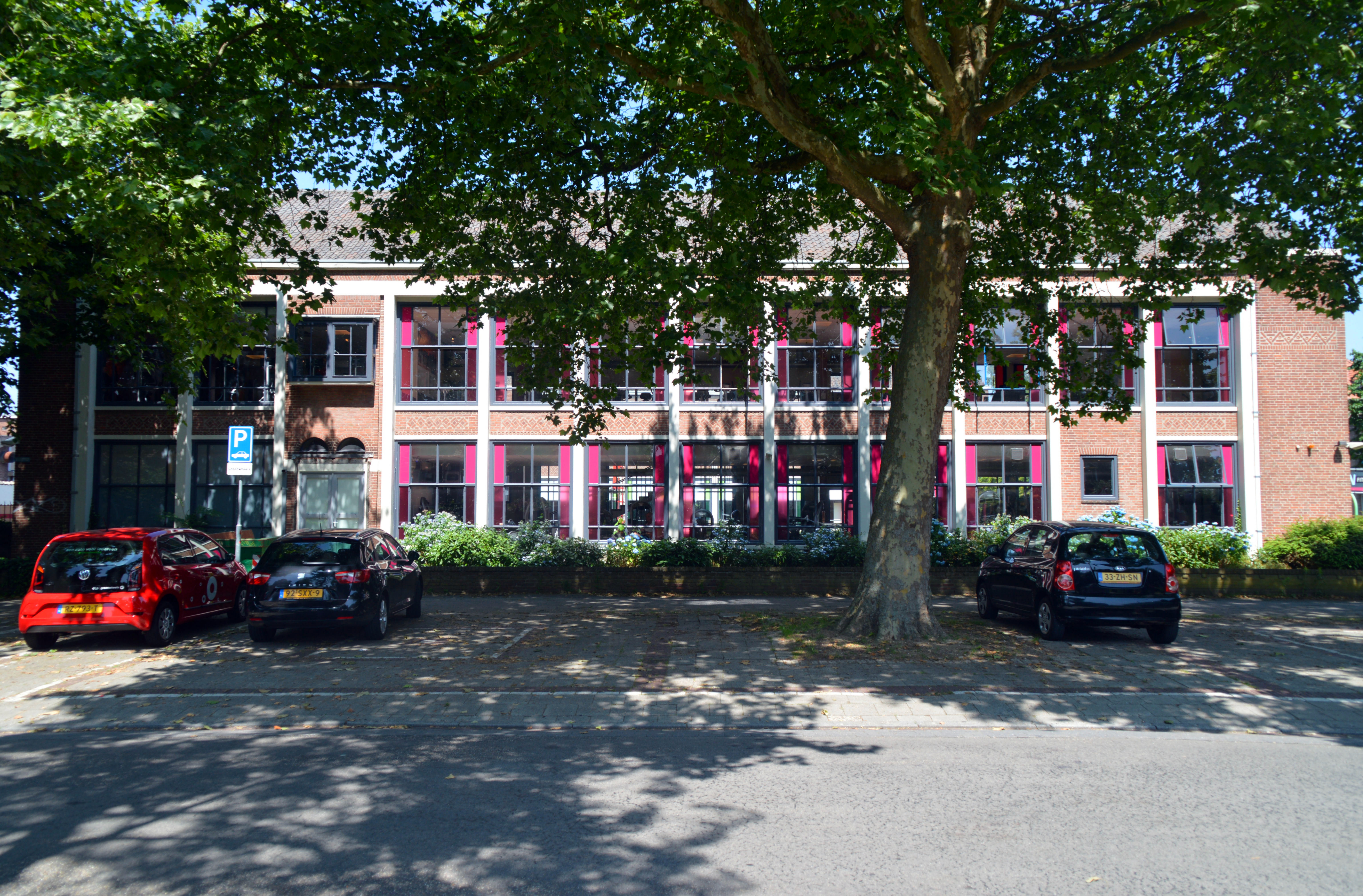
Sint Hubertusstraat, Bossche School
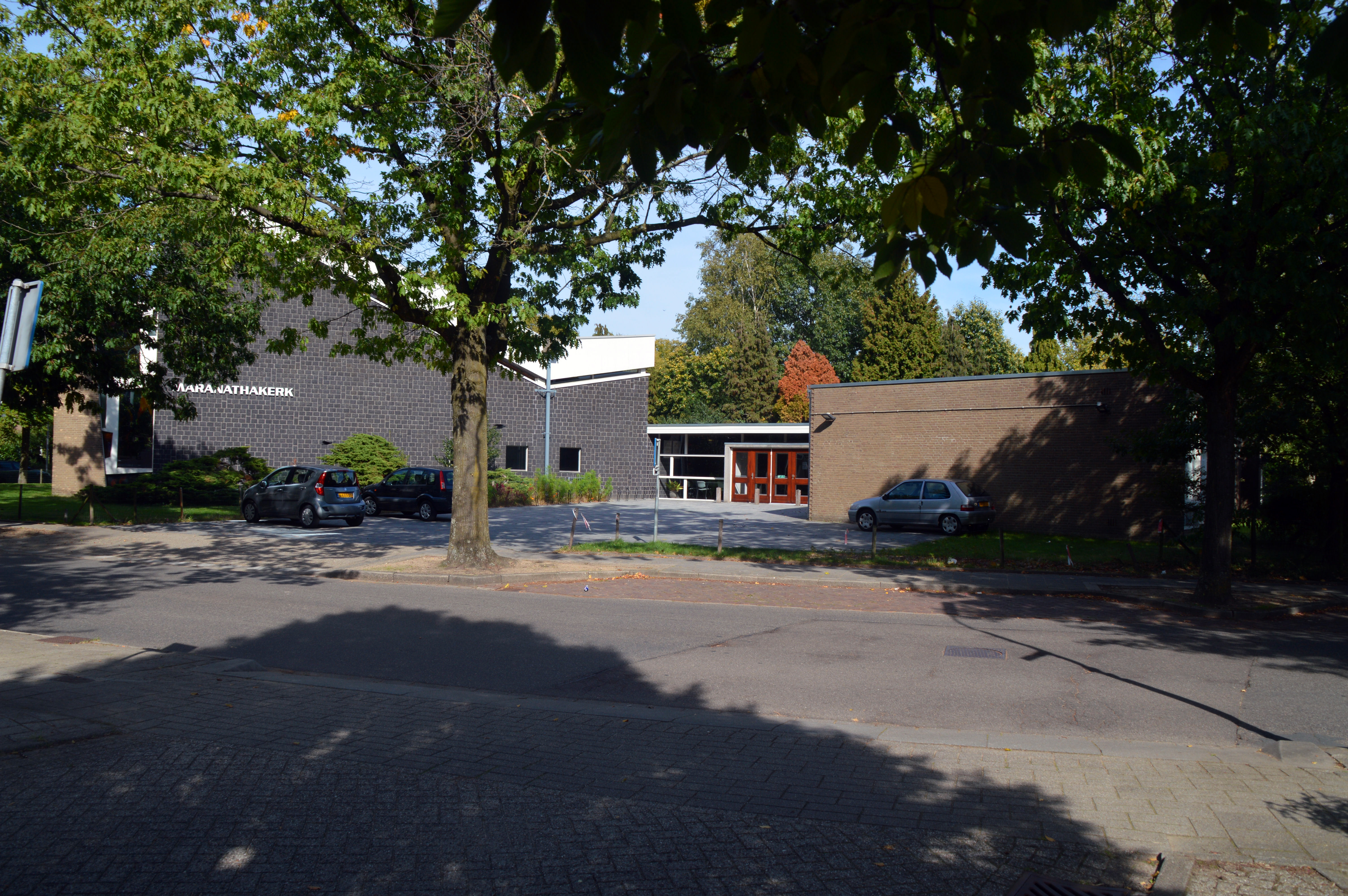
Maranathakerk
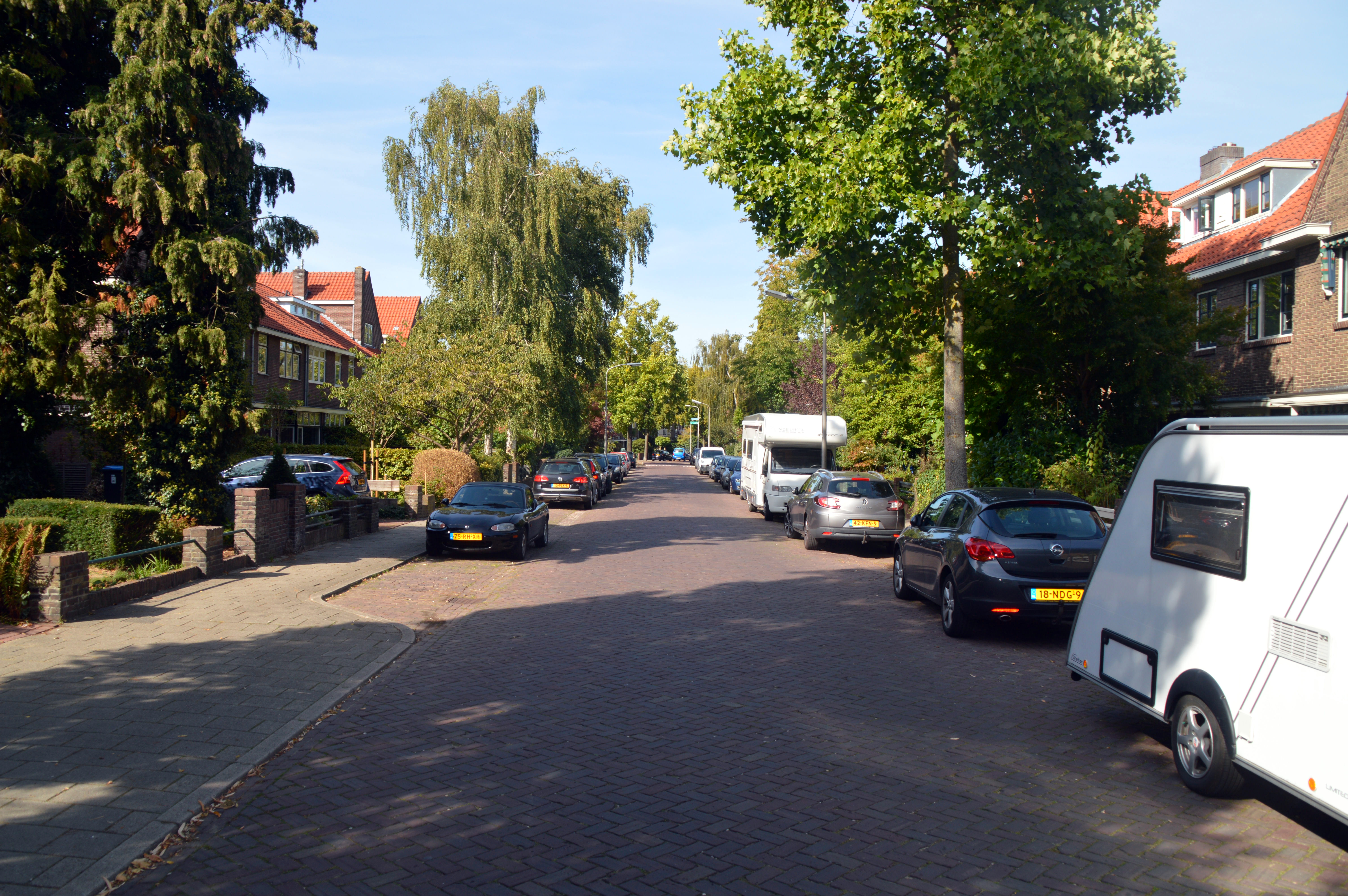
Marterstraat
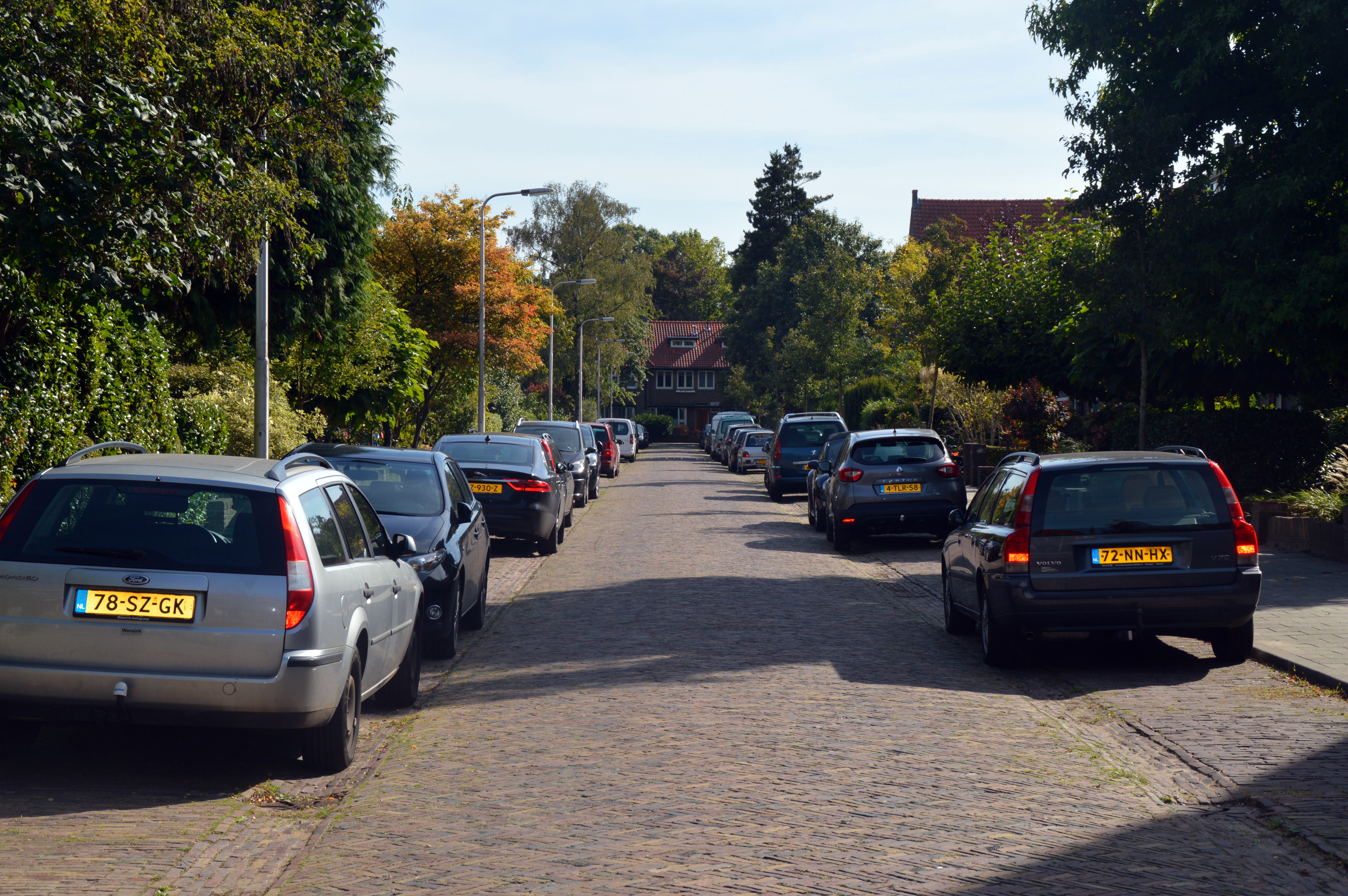
Hindestraat
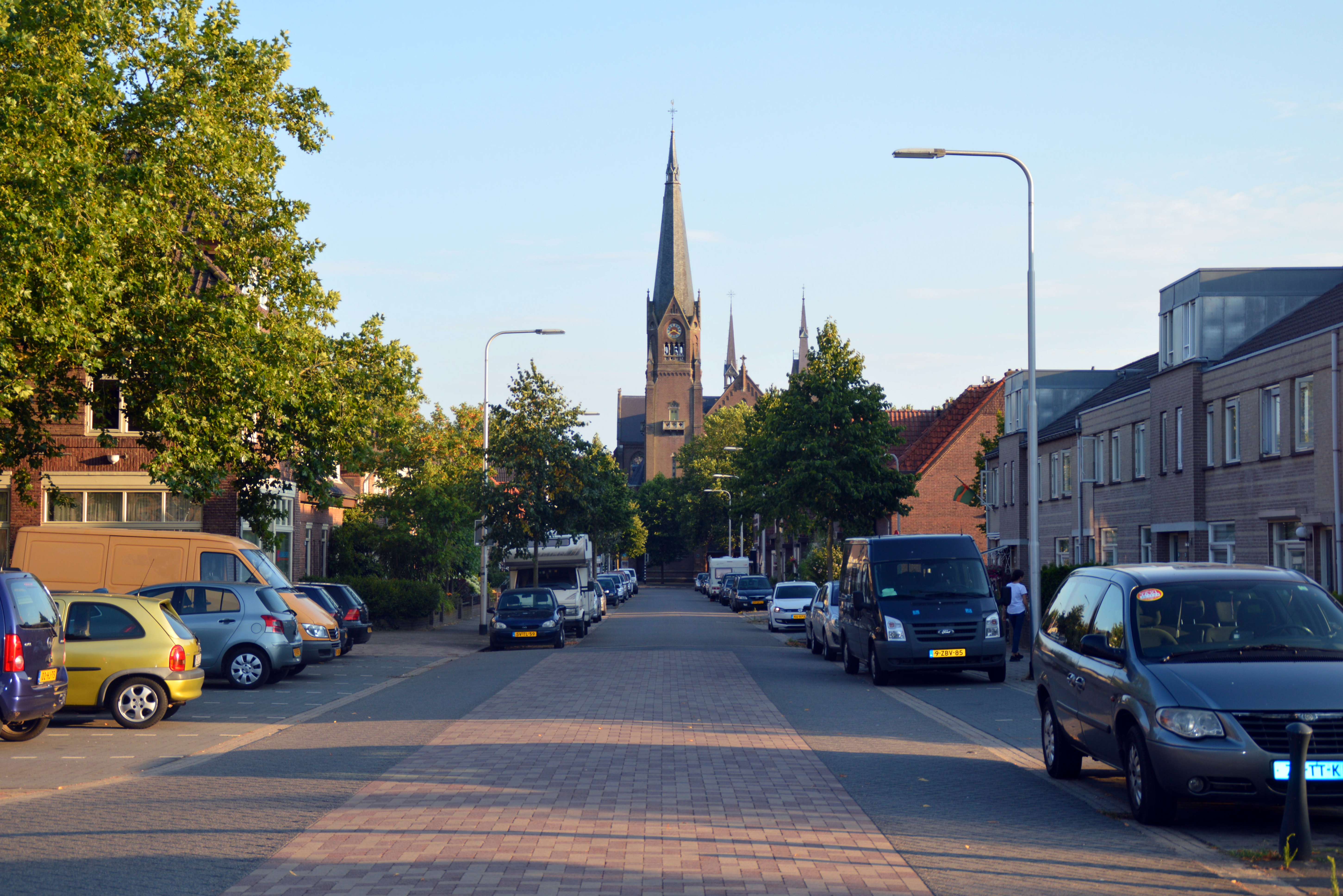
De Willemsweg, met zicht op de Groenestraatkerk